# Camogie
Le camogie (en irlandais : camógaíocht) est un sport collectif gaélique. Il s'agit de la variante féminine du hurling.

## Le sport
Le camogie est un sport d’extérieur, exclusivement féminin, qui se joue avec une crosse et une balle. Deux équipes de 15 joueuses s’affrontent. Il s'agit de l'équivalent féminin du sport masculin « hurling ». 
Les joueuses de camogie utilisent un « camán », crosse de frêne avec un bout épais avec lequel elles frappent la balle.  Avec cette crosse, les joueuses envoient la balle dans le but opposé ou à l’une de leurs coéquipières. Elles peuvent attraper la balle et courir avec jusqu’à 5 pas avant de la relâcher.
Les buts se marquent dans une cage en forme de H sur l’extrémité opposée. Un but sous la barre du H vaut trois points. Un but au-dessus de la barre du H vaut un point.
Les matchs se jouent sur un terrain long de 130 m à 145 m et large de 80 m à 90 m (un peu plus large qu’un terrain de football).
Le camogie existe depuis 1903 et est pratiqué par 100 000 joueuses affiliées à 550 clubs, principalement en Irlande, mais aussi dans toute l’Europe, en Amérique du Nord, en Asie et en Australie. Le championnat national de camogie, disputé par les équipes des 32 comtés irlandais et quelques autres, rassemble jusqu’à 35 000 personnes et est retransmis par la télévision irlandaise nationale.

## Histoire

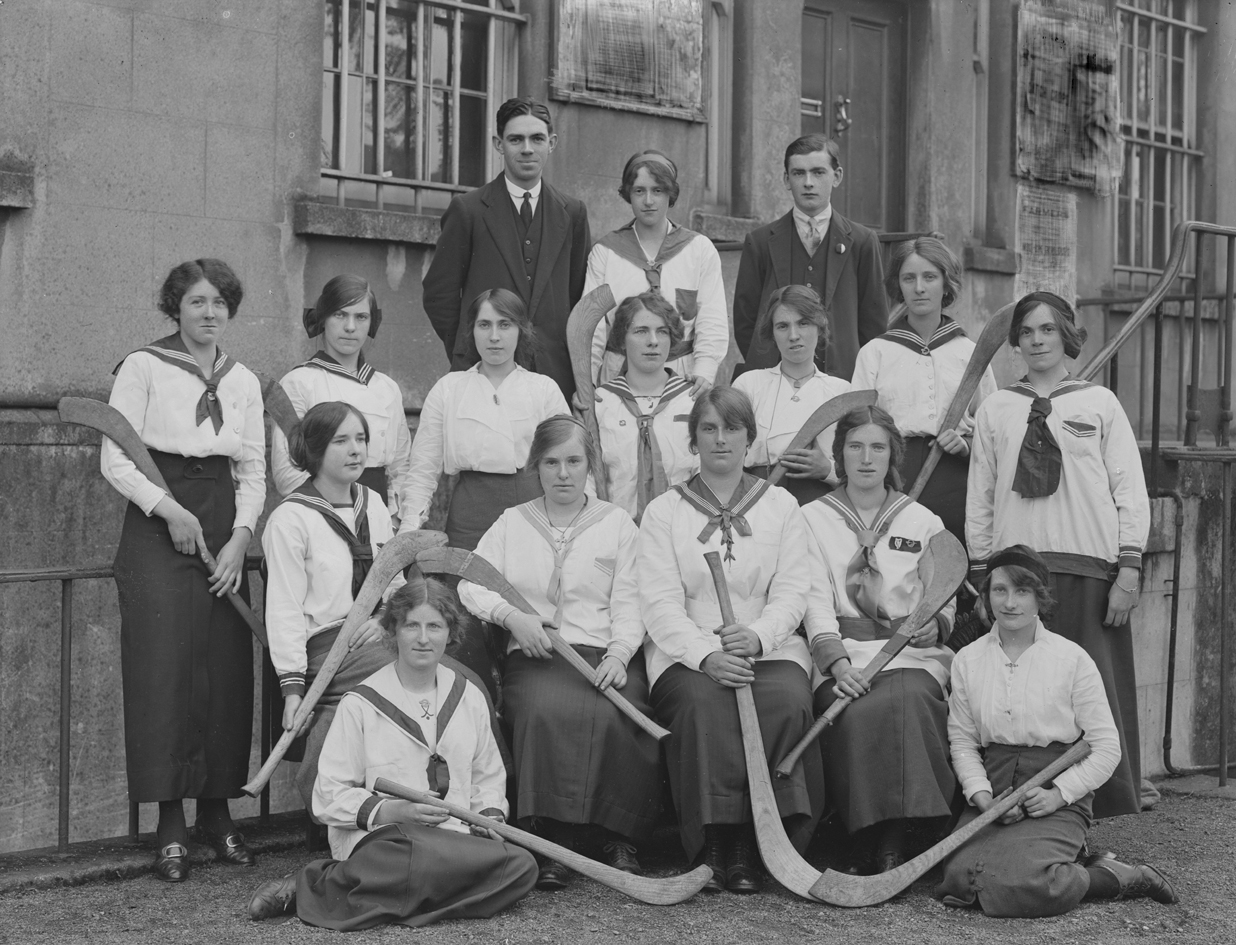
Une équipe de camogie à Waterford en octobre 1915

Ce sport fut créé au début du XXe siècle par les femmes irlandaises en adaptant les règles du hurling qu'elles pratiquaient depuis la fin du XIXe siècle. La première rencontre de Camogie se tint en 1904 à Navan, au nord de Dublin. L'association irlandaise de Camogie fut fondée la même année.
D'abord limitée aux environs de Dublin, la pratique s'étend aux comtés de Galway, de Cork et de Belfast en une dizaine d'années. La mise en place d'une première compétition universitaire (Coupe d'Ashbourne) en 1915 marque la fin de cette période héroïque[pas clair]. 
En raison de la situation politique du pays, la pratique stagne durant les années 1920 jusqu'à la reconnaissance de l'association irlandaise de Camogie comme fédération nationale en 1932.  
L'AIC regroupe 27 ligues régionales pour plus de 100 000 pratiquantes au début du XXIe siècle.

## Règles

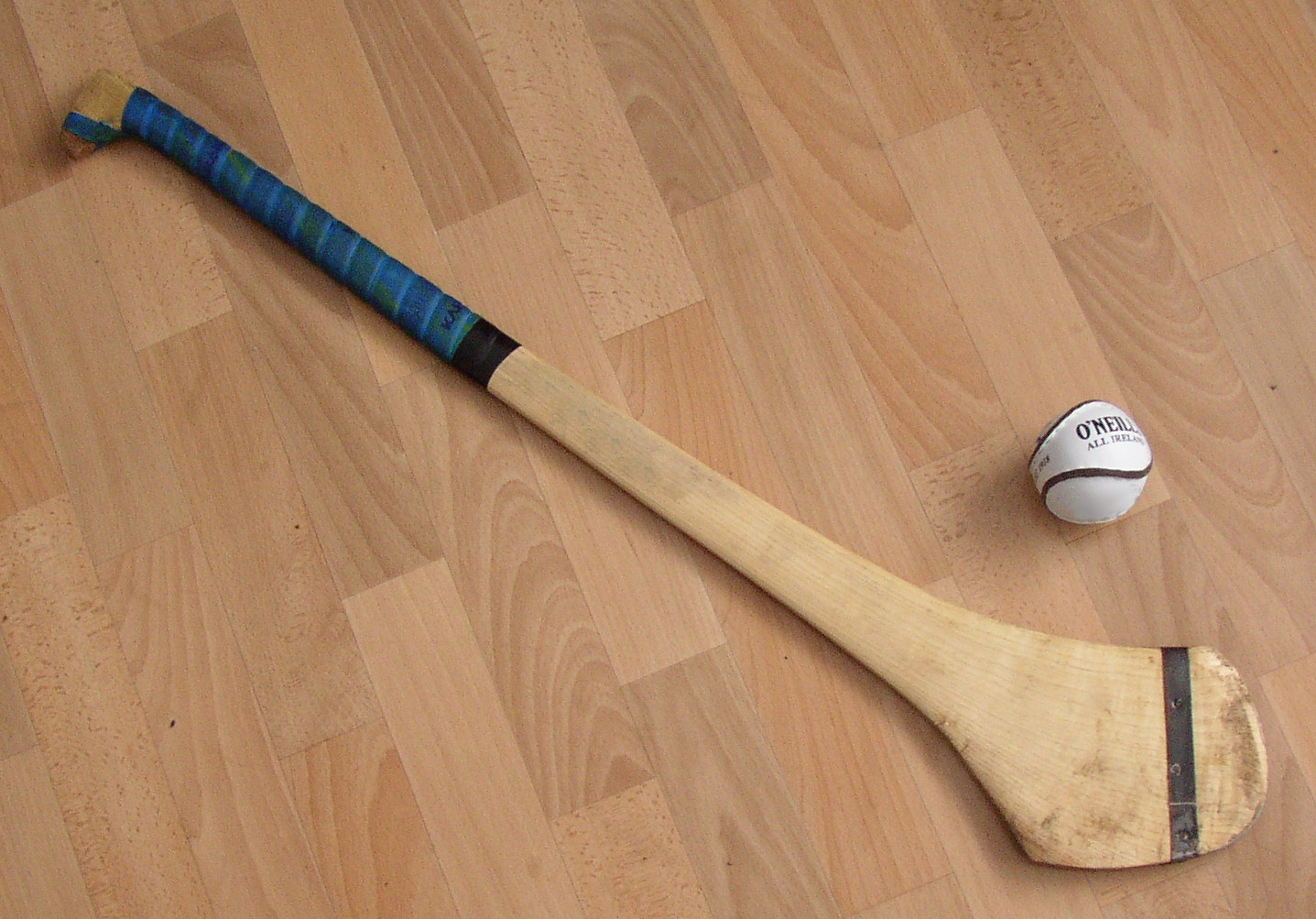
Crosse (hurley ou camán) et balle (sliotar)

Les règles du jeu sont identiques au hurling à l’exception de la gardienne de but, qui porte les mêmes couleurs que les joueuses de champ, et de la durée des matches : 60 minutes contre 70 pour les hommes.
Contrairement au hurling, l'arbitre n’est pas responsable du chronomètre. Un autre arbitre sur le bord du terrain se charge de gérer le temps de jeu.

## Compétitions
Les finales du championnat (le All Ireland) ont lieu tous les ans au mois de septembre à Croke Park habituellement la semaine qui précède les finales de hurling et de football gaélique. 
Il y a deux compétitions de camogie pendant l’année : la National League qui se déroule à la fin de l’hiver et au printemps sert généralement de préparation et d’entrainement à l’All Ireland qui lui se déroule en été.
Les principaux comtés sont Dublin, Cork et Kilkenny. Dublin a remporté le championnat 26 fois (la dernière fois en 1986). Les quatre derniers championnats ont été remportés par Tipperary.

## Palmarès du championnat national
| Comté         | Titres | Années |
| ------------- | ------ | --- |
| Dublin GAA    | 26     | 1932, 1933, 1937, 1938, 1942, 1943, 1944, 1948, 1949, 1950, 1951, 1952, 1953, 1954, 1955, 1957, 1958, 1959, 1960, 1961, 1962, 1963, 1964, 1965, 1966, 1984 |
| Cork GAA      | 22     | 1939, 1940, 1941, 1970, 1971,1972, 1973, 1978, 1980, 1982, 1983, 1992, 1993, 1995, 1997,1998, 2002, 2005, 2006                                             |
| Kilkenny GAA  | 12     | 1974, 1976, 1977, 1981, 1985, 1986, 1987, 1988, 1989, 1990, 1991, 1994                                                                                     |
| Antrim GAA    | 6      | 1945, 1946, 1947, 1956, 1967, 1979 |
| Tipperary GAA | 5      | 1999, 2000, 2001, 2003, 2004 |
| Wexford GAA   | 3      | 1968, 1969, 1975 |
| Galway GAA    | 1      | 1996 |